# Cepți, Izeaslav
Cepți (în ucraineană Чепці) este un sat în comuna Lișceanî din raionul Izeaslav, regiunea Hmelnîțkîi, Ucraina.

## Demografie
Componența lingvistică a localității Cepți
     Ucraineană (100%)
Conform recensământului din 2001, toată populația localității Cepți era vorbitoare de ucraineană (100%).